# 丁当镇
丁当镇，是中华人民共和国广西壮族自治区南宁市隆安縣下辖的一个乡镇级行政单位。

## 行政区划
丁当镇下辖以下地区：
丁当社区、俭安村、英敏村、定坤村、华岳村、乔联村、红阳村、保湾村、白马村、联合村和森岭村。